# 雙手開出幸福泉
雙手開出幸福泉由丁國舜於1973年創作的揚琴獨奏曲，並配有小樂隊伴奏。樂曲取材自豫劇的音樂，內容描寫河南山區人民努力開闢灌溉渠道之後，歡慶泉水到來的熱鬧情景。
樂曲主要分成4段
1. 主題段落，以有力的曲調表現農民努力工作的情景和精神。
2. 以抒情的曲調，描寫人民對水的想望心情。
3. 以琴竹的撥弦及滑奏等技巧描繪泉水的聲響，最後以八度跳躍將樂曲帶到高潮。
4. 第1段旋律的再現，表現熱鬧和幸福生活的感覺。

本曲使用大量的快速琶音和上下行撥弦等技法，對於當時揚琴技術或揚琴音樂的表現力的發展有很大的推進。